# Apophua micaceamima
Apophua micaceamima är en stekelart som först beskrevs av Pierre L. G. Benoit 1959.  Apophua micaceamima ingår i släktet Apophua och familjen brokparasitsteklar. Inga underarter finns listade i Catalogue of Life.